# Kisecset
Kisecset is een plaats (község) en gemeente in het Hongaarse comitaat Nógrád. Kisecset telt 208 inwoners (2007).